# المجمع السكني أنصار (حومة انديمشك)
المجمع السکني أنصار (بالفارسية: شهرک انصار) هي قرية تقع في إيران في منطقة مركزية ريفية. يقدر عدد سكانها بـ 88 نسمة .